# Горка (Устьрецкое сельское поселение)
Горка — деревня в Сямженском районе Вологодской области.
Входит в состав Устьрецкого сельского поселения, с точки зрения административно-территориального деления — в Устьрецкий сельсовет.
Расстояние по автодороге до районного центра Сямжи — 25,5 км, до центра муниципального образования Усть-Реки — 4 км. Ближайшие населённые пункты — Лелековская, Прожектор, Мокрово.
По данным переписи в 2002 году постоянного населения не было.